# Reveille Productions
Reveille Productions è una casa di produzione televisiva e cinematografica privata statunitense con sede a Los Angeles (CA). Fu fondata da Ben Silverman nel marzo del 2002.
Réveille significa "sveglia" in francese.
Nel 2007 Silverman iniziò a lavorare per la NBC. Comunque per la sua nuova sistemazione non può trarre guadagno da nessun ulteriore progetto collegato con la Reveille Productions, ma continuerà a lavorare con i progetti precedenti al suo accordo con la NBC.
Il 30 novembre 2007 il Financial Times ha riferito che la Shine Productions di Elisabeth Murdoch, figlia del magnate dei mezzi di comunicazione Rupert Murdoch, aveva l'intenzione di acquistare la Reveille Productions per 200 milioni di $.

Recentemente sempre il Financial Times ha riferito che l'acquisizione è avvenuta nel febbraio 2008 e che è costata 125 milioni di $.

## Produzioni
- Ugly Betty (coproduzione con Silent H Productions, Ventanarosa e ABC Television Studio)
- The Office (coproduzione con BBC Television e NBC Universal Television)
- I Tudors (coproduzione con Showtime)
- Nashville Star (coproduzione con USA Network)
- 30 Days (coproduzione con FX Networks)
- Parental Control (coproduzione con MTV)
- Date My Mom (coproduzione con MTV)
- Blow Out (coproduzione con Bravo)
- House of Boateng (coproduzione con Sundance Channel)
- Coupling (coproduzione con BBC Television e NBC Universal Television)
- The Biggest Loser
- Shear Genius
- Identity
- Kath & Kim (coproduzione con Jane Turner e Gina Riley, creatori della versione australiana, e NBC Universal Television)
- American Gladiators (coproduzione con MGM Television)
- Do Not Disturb (coproduzione con Principato-Young Entertainment e Fox Television Studios)
- Welcome to Mollywood (coproduzione con Disney Channel, It's a Laugh Productions e Varsity Pictures)
- I'm Dying Up Here (coproduzione con Some Kind of Garden, Assembly Entertainment, Plymouth Street Productions e Showtime Networks)